# چوی یونگ-کون
چوی یونگ-کون (انگلیسی: Choi Yung-keun; ۸ فوریهٔ ۱۹۲۳ – ۲۰ ژوئیهٔ ۱۹۹۴) بازیکن فوتبال اهل کره جنوبی بود.
وی همچنین در تیم ملی فوتبال کره جنوبی بازی کرده‌است.